# Thomas Ziegler (cyclisme)
Pour les articles homonymes, voir Thomas Ziegler.
Thomas Ziegler, né le 24 novembre 1980 à Arnstadt, est un ancien coureur cycliste allemand.

## Biographie
Thomas Ziegler passe professionnel dans l'équipe Wiesenhof en 2003. Il évolue ensuite dans les formations Gerolsteiner de 2004 à 2005, puis T-Mobile de 2006 à 2007.
Au début de l'année 2008, à 27 ans, il met un terme à sa carrière et ouvre un commerce de cycles avec les coureurs Grischa Niermann et Roman Jördens à Hanovre. Il intègre également l'organisation du critérium Die Nacht von Hannover.

## Palmarès
- 2004
  - 2e du Tour de la province de Lucques
- 2005
  - 2e étape du Tour de Saxe
  - 2e du Tour de la Hainleite
- 2006
  - 3e du Tour du Danemark

## Résultats sur les grands tours

### Tour d'Espagne
- 2005 : 65e
- 2006 : abandon (9e étape)

### Tour d'Italie
- 2004 : 65e
- 2005 : abandon (13e étape)
- 2007 : non-partant à la 6e étape